# Сенебуї
Сенебуї (*поч. XVII ст. до н. е.) — давньоєгипетський діяч XIII династії, верховний жрець Птаха у Мемфісі.

## Життєпис
Основні відомості про Сенебуї міститься на стелі. За фараона Себекхотепа IV посів посаду верховного жерця Птаха та найбільшого начальника над майстрами. Також ймовірно відповідав за процесом сходу сонця. За свої заслуги отримав аристократичний титул іри-пата.
Відома його дружина Нубемхеб та син Ра-Сет.